# Pih
Pih właściwie Adam Piechocki (ur. 9 września 1977 w Białymstoku) – polski raper. Były członek zespołów JedenSiedem i Skazani na Sukcezz. Od 2000 roku prowadzi solową działalność artystyczną.
Współpracował ponadto m.in. z takimi wykonawcami i zespołami jak: Chada, Trzeci Wymiar, Sokół, Pro8l3m, Magiera, WSRH, Ero, Drużyna Mistrzów, Teka, Ten Typ Mes, Peja, Pezet, Bonson, Pawbeats oraz Paktofonika. W ramach występów gościnnych wziął udział w nagraniach ponad 80 albumów.
Absolwent Wydziału Prawa na Uniwersytecie w Białymstoku. W 2012 roku raper, wraz z takimi wykonawcami jak Pjus, Tadek, Lukasyno, czy Juras, znalazł się w honorowym komitecie poparcia Marszu Niepodległości.
W 2013 roku został wyróżniony tytułem Artysty roku w plebiscycie magazynu Aktivist „Nocne Marki”.

## Działalność artystyczna
W 2000 roku wraz z zespołem JedenSiedem (Pih i Tymi) nagrał płytę Wielka niewiadoma o nieznanym nakładzie, gdyż wydana została przez undergroundową wytwórnię. Za produkcję albumu odpowiedzialny był DJ 600V, a refren w jednym z utworów zaśpiewała Reni Jusis. Po wydaniu płyty raperzy wzięli gościnny udział w wielu nagraniach, m.in. ze Wzgórzem Ya-Pa 3. W 2001 roku Hirek Wrona zaprosił zespół na 38. Festiwal Piosenki Polskiej w Opolu, a niedługo potem zespół się rozpadł.
Rok później Pih wydał minialbum Nie ma miejsca jak dom i Boisz się alarmów... (Peiha solo album cz. I) – obie płyty nakładem wytwórni R.R.X. Na drugiej płycie gościnnie wystąpili Wzgórze Ya-Pa-3, Fenomen, Camey, DJ 600V, Jajonasz, Bartosz (Endefis) i Chada. W 2003 roku Chada i Pih wydali album O nas dla was, a w roku 2004 nagrali razem interpretację piosenki „Obudź się” z repertuaru zespołu Oddział Zamknięty. Z tej okazji zostali zaproszeni do programu Muzyka łączy pokolenia. Wystąpili również na albumie Kodex 2: Proces producentów WhiteHouse.
W październiku 2004 ukazała się solowa płyta Piha Krew, pot i łzy, z gościnnym udziałem Mesa, Pezeta, Virusa (Styl V.IP.), Pyskatego, Hst, Gutka i Chady. Natomiast produkcją zajęli się m.in. Szyha, Jajonasz, Teka, Camey, Waves i Magiera. Wydawnictwo poprzedził singel pt. „2003”.
W 2006 roku z zespołem Skazani na Sukcezz, tworzonym z Pyskatym, wydał płytę Na linii ognia. Rok później Pih pojawił się gościnnie w kompilacji Kodex 3: Wyrok. Również w 2007 roku ukazał się trzeci minialbum Piechockiego zatytułowany Ulice bez jutra / Czarny kruk.
Kolejna płyta Piha Kwiaty zła, wydana przez wytwórnię Step Records z Opola, miała swą premierę w grudniu 2008 roku. Album w niespełna 2 miesiące od premiery uzyskał status złotej płyty.
12 września 2009 ukazał się singel pt. „Zasznurowane usta, zaciśnięta pięść!” zwiastujący czwartą solową płytę Piha.
6 listopada 2010 roku przez opolską wytwórnię Step Records została wydana pierwsza część trylogii pt. Dowód rzeczowy nr 1. Płyta zajęła 13. miejsce na liście OLiS.
9 grudnia 2011 roku ukazał się kolejny album solowy rapera pt. Dowód rzeczowy nr 2. Produkcji nagrań podjęli się m.in. DNA, The Returners, Matheo i Marcin Pawłowski, który już wcześniej pracował z Piechockim przy poprzednim albumie. Z kolei gościnnie na płycie wystąpili m.in. Miodu, Nullo, Szad, Pork oraz Ero. Album dotarł do 11. miejsca listy OLiS.
W 2014 roku raper opuścił wytwórnię płytową Step Records, z którą współpracował od 2008 roku. Jednocześnie Pih poinformował, że jego nowy album pt. Kino nocne zostanie wydany w jego nowo powstałej wytwórni Pihszou Records. Premiera płyty odbyła się 2 grudnia 2014 roku.

## Dyskografia

### Albumy
| Rok                                                     | Dane dot. albumu | Pozycja na liście | Sprzedaż       | Certyfikat              |
| Rok                                                     | Dane dot. albumu | POL               | Sprzedaż       | Certyfikat              |
| ------------------------------------------------------- | --- | ----------------- | -------------- | ----------------------- |
| 2002                                                    | Boisz się alarmów... (Peiha solo album cz. I) - Data: 9 maja 2002 - Wydawca: R.R.X., Blend Records - Format: CC, CD                   | –                 |                |                         |
| 2004                                                    | Krew, pot i łzy - Data: 4 listopada 2004 - Wydawca: Camey Studio, Sony Music - Format: CD                                             | –                 |                |                         |
| 2008                                                    | Kwiaty zła - Data: 22 grudnia 2008 - Wydawca: Step Records, Jazz Sound - Format: CD                                                   | –                 | - POL: 30 000+ | - ZPAV: platynowa płyta |
| 2010                                                    | Dowód rzeczowy nr 1 - Data: 6 listopada 2010 - Wydawca: Step Records, Jazz Sound - Format: CD, digital download                       | 13                | - POL: 15 000+ | - ZPAV: złota płyta     |
| 2011                                                    | Dowód rzeczowy nr 2 - Data: 9 grudnia 2011 - Wydawca: Step Records, Jazz Sound - Format: CD, digital download                         | 11                | - POL: 15 000+ | - ZPAV: złota płyta     |
| 2013                                                    | Dowód rzeczowy nr 3 - Data: 28 czerwca 2013 - Wydawca: Step Records, CD-Contact - Format: CD, digital download                        | 2                 | - POL: 15 000+ | - ZPAV: złota płyta     |
| 2014                                                    | Kino nocne - Data: 2 grudnia 2014 - Wydawca: Pihszou Records, My Music - Format: CD, digital download                                 | 12                | - POL: 3 500+  |                         |
| 2019                                                    | Non Serviam. Tom I - Data: 24 maja 2019 - Wydawca: Pihszou Records, Step Hurt - Format: CD, digital download                          | 3                 |                |                         |
| 2024                                                    | Non Serviam Tom II: Ważne są rzeczy ważne - Data: 21 czerwca 2024 - Wydawca: Pihszou Records, My Music - Format: CD, digital download | 2                 |                |                         |
| „–” oznacza, że album nie był notowany na danej liście. | |                   |                |                         |

### Albumy kolaboracyjne
| Rok                                                     | Dane dot. albumu                                                                                             | Pozycja na liście |
| Rok                                                     | Dane dot. albumu                                                                                             | POL               |
| ------------------------------------------------------- | --- | ----------------- |
| 2003                                                    | O nas dla was (oraz Chada) - Data: 26 maja 2003 - Wydawca: Promil, Rockers Publishing - Format: CD, LP       | –                 |
| 2021                                                    | Z zimną krwią (oraz Kaczor) - Data: 22 października 2021 - Wydawca: StoproRap - Format: CD, digital download | 5                 |
| „–” oznacza, że album nie był notowany na danej liście. | |                   |

### Minialbumy
| Rok                                                     | Dane dot. albumu                                                                                                   | Pozycja na liście |
| Rok                                                     | Dane dot. albumu                                                                                                   | POL               |
| ------------------------------------------------------- | --- | ----------------- |
| 2002                                                    | Nie ma miejsca jak dom - Data: 11 marca 2002 - Wydawca: R.R.X., Blend Records - Format: CD                         | 10                |
| 2017                                                    | Zła krew (oraz Kaczor) - Data: 6 października 2017 - Wydawca: Pihszou Rec, My Music - Format: CD, digital download | –                 |
| 2020                                                    | Non Serviam: Nocy Kilka Godzin - Data: 18 marca 2020 - Wydawca: Pihszou Rec - Format: CD                           | –                 |
| 2024                                                    | Kiedy mówi do mnie wiatr - Data: 27 grudnia 2024 - Wydawca: Pihszou Rec - Format: CD                               | 1                 |
| „–” oznacza, że album nie był notowany na danej liście. | |                   |

### Single
| Rok  | Tytuł                                             | Album                                      |
| ---- | ------------------------------------------------- | ------------------------------------------ |
| 2004 | „2003”                                            | Krew, pot i łzy                            |
| 2006 | „Miazga/Hawajskie koszule II”                     | Krew, pot i łzy                            |
| 2007 | „Ulice bez jutra/Czarny kruk”                     | Kwiaty zła                                 |
| 2009 | „Zasznurowane usta, zaciśnięta pięść!”            | Dowód rzeczowy nr 1                        |
| 2013 | „Natura ludzka” (gościnnie: Kajman i Ten Typ Mes) | Zgubione & znalezione (dowód rzeczowy 2.5) |
| 2014 | „Śmierć i podatki”                                | Zgubione & znalezione (dowód rzeczowy 2.5) |
| 2014 | „To morduje na ulicach”                           | Zgubione & znalezione (dowód rzeczowy 2.5) |
| 2014 | „Alfabetyczny morderca”                           | Kino nocne                                 |

### Kompilacje różnych wykonawców
| Rok  | Album                                      | Utwór | Źródło |
| ---- | ------------------------------------------ | --- | ------ |
| 2000 | Usta miasta kast                           | Magik, Tymi, Fokus, Pih, Rahim – „A robi się to tak...” | [ 34 ] |
| 2000 | Styl reprezentacji pierwszej ligi          | Pih – „Zawsze górą” | [ 35 ] |
| 2002 | Klan CD#27                                 | Pih – „One” | [ 36 ] |
| 2003 | Przedstawienie                             | Pih – „???” | [ 37 ] |
| 2003 | Popcorn – Hip Hop Mania 2                  | Pih, Tymi – „Czekałeś długo” | [ 38 ] |
| 2004 | Road Hip Hop 2004                          | Pih – „Tikk do takk” | [ 39 ] |
| 2004 | Eska Squad 2                               | Pih – „Nigdy już nie wróci” | [ 40 ] |
| 2005 | Rap eskadra 3                              | Pih – „Cokolwiek” Pih – "Co!?” (utwór dodatkowy) | [ 41 ] |
| 2005 | Muzyka łączy pokolenia                     | Pih, Chada, Oddział Zamknięty – „Obudź się” | [ 42 ] |
| 2008 | Road Hip-Hop Classic 2008                  | Pih – „Nie ma miejsca jak dom” | [ 43 ] |
| 2008 | Hip-Hop.pl Składanka 2008                  | Pih – „Semper fidelis” (Nadal) | [ 44 ] |
| 2009 | Road Rap Hit Vol.2                         | Pih – „Daje rap muzykę” | [ 45 ] |
| 2012 | Drużyna mistrzów                           | Pih – „Aż poleje się krew” | [ 46 ] |
| 2013 | Drużyna mistrzów 2: sport, muzyka, pasja   | Pih, Bosski Roman, Tadek, Młody Bosski – „Wirus lenistwa” Pih, Bosski Roman, Tadek, Młody Bosski – „Wirus lenistwa” (remix)                                                  | [ 47 ] |
| 2014 | Step Records: rap najlepszej marki         | Pih, L Pro – „Rostbef” Hukos, Cira, Onar, Sulin, Kajman, Młody M, Jopel, Komar, Z.B.U.K.U, Chada, Pih, Pawbeats – „Rap najlepszej marki” Chada, Pih – „Po tej samej stronie” | [ 48 ] |
| 2015 | Drużyna Mistrzów 3                         | Bosski Roman, Pih – „Bez hamulców” Pih, Bosski Roman – „ADHD” | [ 49 ] |
| 2016 | Drużyna Mistrzów 4: Moc Motywacji          | Bosski Roman, Pih – „Sportowa Dama” | [ 50 ] |
| 2017 | Drużyna Mistrzów 4: Moc Motywacji [Deluxe] | Bosski Roman, Pih – „Sportowa Dama” (remix) | [ 50 ] |

### Występy gościnne
| Rok  | Album                                               | Utwór | Źródło  |
| ---- | --------------------------------------------------- | --- | ------- |
| 2001 | DJ 600V – V6                                        | „Fajni raperzy” (gościnnie: Pih) | [ 51 ]  |
| 2001 | Inespe – Ocean szarych bloków                       | „Podziemie” (gościnnie: Pih) | [ 52 ]  |
| 2001 | DJ 600V – Wkurwione bity                            | „Tym razem” (gościnnie: Pih) „Ciśnieniowcy” (gościnnie: Pęku, Pih) | [ 53 ]  |
| 2001 | Onar, O$ka – Superelaks                             | „Najtrudniej” (gościnnie: Pih) | [ 54 ]  |
| 2001 | Borixon – WYP3 kolejna część                        | „Dziwne nastroje” (gościnnie: Pih) | [ 55 ]  |
| 2001 | Pęku – Nowe wyzwanie                                | „Szare podwórka” (gościnnie: Pih, Gracjan) | [ 56 ]  |
| 2002 | HST – Masy ludu. Na językach                        | „Mam ten zły dzień” (gościnnie: Pih) | [ 57 ]  |
| 2002 | Borixon – Mam pięć gram                             | „Miasto świeci” (gościnnie: Pih) | [ 58 ]  |
| 2002 | Żurom – A póki co...                                | „Życie jest walką” (gościnnie: Pih) „Życie jest walką” (Matej RMX) (gościnnie: Pih) | [ 59 ]  |
| 2003 | Fabuła – Żywioł                                     | „Żywioł” (gościnnie: Pih) | [ 60 ]  |
| 2004 | WhiteHouse – Kodex 2: Proces                        | „Dziś Judaszu, wczoraj bracie” (gościnnie: Chada I Pih, MyNieMy) | [ 61 ]  |
| 2004 | Teka – Chcę, więc potrafię                          | „Wrócisz” (gościnnie: Pih) | [ 62 ]  |
| 2004 | Żurom – Cały czas                                   | „Życie jest walką” (gościnnie: Pih) | [ 63 ]  |
| 2004 | WhiteHouse – Kodex 2: Suplement                     | „Dziś Judaszu, wczoraj bracie (Piooro RMX)” (gościnnie: Chada i Pih, MyNieMy) | [ 64 ]  |
| 2004 | Styl V.I.P. – Bez odwrotu                           | „Kto następny” (gościnnie: Pih) | [ 65 ]  |
| 2004 | 1z2 – Nic co ludzkie                                | „T.J.T.R” (gościnnie: KRZ, Pih) | [ 66 ]  |
| 2005 | Rudy MRW – Dobre życie                              | „Chlamy” (gościnnie: Pih, Proceente) | [ 67 ]  |
| 2005 | Nowator – Alfabetyczny spis                         | „Otwórz te drzwi” (gościnnie: Ten Typ Mes, Pih) | [ 68 ]  |
| 2005 | Camey Squad – Rytm ulicy                            | „Powiedz jak to jest” (gościnnie: Ten Typ Mes, Pih, Chix, Nowator, Borixon, Teka, Lerek, WS.PRO, Mleko) | [ 69 ]  |
| 2006 | DNA, Gal – Niewidzialni                             | „Zmiany” (gościnnie: Pih) | [ 70 ]  |
| 2006 | Borixon – Zacieram ręce dzieciak                    | „Czas leci” (gościnnie: Pih) | [ 71 ]  |
| 2007 | 4P, Onil – Zorganizowana grupa rapowa               | „Nie mów mi co mam robić” (gościnnie: Pih) | [ 72 ]  |
| 2007 | WhiteHouse – Kodex 3: Wyrok                         | „Rosyjska ruletka” (gościnnie: Pih) | [ 73 ]  |
| 2007 | Juree – Brudny Hu$tling                             | „Dawaj hajsy II” (gościnnie: Pih) | [ 74 ]  |
| 2007 | Waves – Tru Luv 4 Music                             | „From Me 2 U” (gościnnie: Rick Threat, Pih) | [ 75 ]  |
| 2007 | Juree – We krwi                                     | „Dawaj hajsy II” (Kamel RMX) (gościnnie: Pih) „Dawaj hajsy II” (BeatMonia RMX) (gościnnie: Pih) „Dawaj hajsy II” (Henson RMX) (gościnnie: Pih) „Dawaj hajsy II” (Denver RMX) (gościnnie: Pih) „Dawaj hajsy II” (Acapella) (gościnnie: Pih) | [ 76 ]  |
| 2007 | Styl V.I.P. – Wyjść na prostą                       | „Kolejny exces” (gościnnie: Pih) | [ 77 ]  |
| 2008 | Emo – Z perspektywy czasu...                        | „N.P.B.K.K.N.J.” (gościnnie: Pih, Borixon) „N.P.B.K.K.N.J.” (BDZ RMX) (gościnnie: Pih, Borixon) | [ 78 ]  |
| 2008 | PMM – Polski mistrzowski manewr                     | „Wyjazd z baru” (gościnnie: Kajman, Pih) | [ 79 ]  |
| 2009 | Zawodnik – Pierwszy sort                            | „Kokaina” (gościnnie: Rak, Pih) | [ 80 ]  |
| 2009 | Sobota – Urodzony by przegrać, żyje by wygrać       | „Czarno na białym” (gościnnie: Pih) | [ 81 ]  |
| 2009 | Toony, DJ Tomekk – Ehrenkodex                       | „Los” (gościnnie: Pih, Fabuła) | [ 82 ]  |
| 2009 | WhiteHouse – Poeci                                  | „Lubię kiedy kobieta” – Kazimierz Przerwa-Tetmajer (gościnnie: Pih) | [ 83 ]  |
| 2009 | Jopel, Kejo – Kwintesencja                          | „Nigdy nie było wczoraj” (gościnnie: Pih, 1z2) | [ 84 ]  |
| 2009 | Fabuła – Dzieło sztuki                              | „Życzenie śmierci” (gościnnie: Miodu, Pih, Ero, Ten Typ Mes) | [ 85 ]  |
| 2009 | Yez Yez Yo – Trzecia część                          | „Trendowaty” (gościnnie: Pih) | [ 86 ]  |
| 2009 | Chada – Proceder                                    | „Dramat” (gościnnie: Pih) | [ 87 ]  |
| 2009 | Miuosh – Pogrzeb                                    | „Pogrzeb” (Sherlock RMX) (gościnnie: Pih) „Pogrzeb” (gościnnie: Pih) | [ 88 ]  |
| 2009 | Rudy MRW – Bezsenność                               | „Beton spija łzy” (gościnnie: Pih) | [ 89 ]  |
| 2009 | NON Koneksja – Eksplozja                            | „Gotów na wszystko” (gościnnie: Pih) | [ 90 ]  |
| 2009 | Kama – 2 Oddech                                     | „Właśnie tu” (gościnnie: Pih, 1z2) | [ 91 ]  |
| 2009 | Młody M – Kronika Remix                             | „Logika betonu” (gościnnie: Pih, Fabuła) | [ 92 ]  |
| 2009 | Zjawin – Promo Sampler                              | „Veni Vidi Vici” (gościnnie: Pih) | [ 93 ]  |
| 2009 | Peja – Na serio                                     | „Zbyt dużo bólu” (gościnnie: Pih) | [ 94 ]  |
| 2010 | Buczer – Podejrzany o rap: Mixtape Vol.2            | „Nieśmiertelny” (gościnnie: Pih) | [ 95 ]  |
| 2010 | Lukatricks – Czarne złoto                           | „Miliony myśli” (gościnnie: Świtał, Pih, Moral, Fokus, Jajonasz) | [ 96 ]  |
| 2010 | Brothers Project – Mixtape Vol. 1                   | „Veni Vidi Vici” Remix (gościnnie: Pih) „Życzenia śmierci” Remix (gościnnie: Fabuła, Miodu, Pih, Ero, Ten Typ Mes) | [ 97 ]  |
| 2010 | W Zmowie – Kilkaset słów, kilkaset sekund sławy     | „Siedem” (gościnnie: Fenomen, Pih, Rudy MRW, Stefci) | [ 98 ]  |
| 2010 | Słoń, Mikser – Demonologia                          | „Pająk” (gościnnie: Pih, DJ Taek) | [ 99 ]  |
| 2010 | Paluch – Bezgranicznie oddany                       | „Miłość do życia” (gościnnie: Pih) | [ 100 ] |
| 2010 | PTP – Wybuchowa receptura                           | „Fałszywy krok” (gościnnie: Pih) | [ 101 ] |
| 2010 | Kaczor – Przyjaźń, duma, godność                    | „Upadek” (gościnnie: Pih) | [ 102 ] |
| 2011 | Shellerini – PDG Gawrosz                            | „Źle w głowach” (gościnnie: Pih) | [ 103 ] |
| 2011 | Moral, Gano – Przeminęło z dymem                    | „Momenty” (gościnnie: Ten Typ Mes, Pih) | [ 104 ] |
| 2011 | Brahu – Chaos                                       | „Mój ból” (gościnnie: Pih) | [ 105 ] |
| 2011 | Ten Typ Mes – Kandydaci na szaleńców                | „Biała laska w kusej sukni z folii” (gościnnie: Pih) | [ 106 ] |
| 2011 | Emblemat – Jedna miłość, jedna więź                 | „Jeden sort” (gościnnie: Pih) | [ 107 ] |
| 2011 | Chada – WGW                                         | „Niesiemy prawdę” (gościnnie: Jarecki, Hukos, Sitek, Pezet, Pih, DonGuralEsko) | [ 108 ] |
| 2011 | Dono – Daj mi wiarę                                 | „Udowodnij że potrafisz” (gościnnie: Ten Typ Mes, Pih, Peja) „Udowodnij że potrafisz” (Wersja Cenzuralna) (gościnnie: Ten Typ Mes, Pih, Peja)                                                                                              | [ 109 ] |
| 2011 | DJ Soina – Kręci mnie vinyl                         | „Salut” (gościnnie: Chada, Pih) | [ 110 ] |
| 2011 | PMM – Poza horyzont                                 | „Wirus” (gościnnie: Pih) | [ 111 ] |
| 2011 | Sobota – Gorączka sobotniej nocy                    | „Bez odwrotu” (gościnnie: Pih, Chada) | [ 112 ] |
| 2011 | Kajman – K2                                         | „Chciałbym kiedyś” (gościnnie: Pih, Ola Zachariasz) | [ 113 ] |
| 2011 | Onar – Dorosłem do rapu                             | „Powrót do treści” (gościnnie: Miuosh, Pih) | [ 114 ] |
| 2011 | Donguralesko – Zaklinacz deszczu                    | „Mr. wiesz kto” (gościnnie: Pih) | [ 115 ] |
| 2012 | Toony – S.Z.W.A.B.                                  | „Serce twarde jak beton” (gościnnie: Pih, Lukasyno) | [ 116 ] |
| 2012 | WSRH – Szkoła wyrzutków                             | „Nie przyszliśmy tu by przegrać” (gościnnie: Pih, Chada) | [ 117 ] |
| 2012 | Hukos – Knajpa upadłych morderców                   | „Ballada o nas samych” (gościnnie: Pih) | [ 118 ] |
| 2012 | Trzeci Wymiar – Dolina klaunoow                     | „Jesteśmy tym, o co walczymy” (gościnnie: Pih) | [ 119 ] |
| 2012 | WhiteHouse – Kodex 4                                | „Organizacja przestępcza” (gościnnie: Chada I Pih) | [ 120 ] |
| 2012 | Franek – Dalej                                      | „Bezcen” (gościnnie: Anka Iwanek, Pih, Wojtas) | [ 121 ] |
| 2012 | WTM & CBR – Zgodnie z planem                        | „Jestem winny” (gościnnie: Pih) | [ 122 ] |
| 2012 | NNFoF – No Name Full Of Fame                        | „Keep It Live” (gościnnie: Jeżozwierz, HST, Peja, Pih, Kool G Rap) | [ 123 ] |
| 2012 | Chada – Jeden z Was                                 | „Niesiemy prawdę 2” (gościnnie: Bonson, Pih, HST, WSRH, South Blunt System) „Na cenzurowanym” (gościnnie: Pih, Kajman) | [ 124 ] |
| 2012 | Donatan – Równonoc. Słowiańska dusza                | „Budź się” (gościnnie: DonGURALesko, Pezet, Pih) | [ 125 ] |
| 2013 | Słoń, Mikser – Demonologia 2                        | „86” (gościnnie: Eripe, KaeN, Pih) | [ 126 ] |
| 2013 | Blask Ulic – Blask ulic                             | „Tata nie był zły” (gościnnie: Pih) | [ 127 ] |
| 2013 | Tomiko – Portfolio                                  | „Nie bawi mnie” (gościnnie: Pih) | [ 128 ] |
| 2013 | RDW – W żyłach rap mam                              | „Martwe uczucia” (gościnnie: Pih) | [ 129 ] |
| 2013 | High End Projekt – #1                               | „Nie martw się o mnie” (gościnnie: Pih) | [ 130 ] |
| 2013 | Pęku – Jak feniks z popiołów                        | „Diabelski młyn” (gościnnie: Pih) „Diabelski młyn (Remix)” (gościnnie: Pih) | [ 131 ] |
| 2013 | Siwers – Bez ceregieli                              | „Egzekucyjny pluton” (gościnnie: JWP/Bez Cenzury, Bzyker, Meat, Pih) | [ 132 ] |
| 2013 | DJ Soina – Kręci mnie vinyl 2                       | „Pijemy za sukces” (gościnnie: Pih, Kubiszew, Mrokas, Fiołas) | [ 133 ] |
| 2014 | WhiteHouse – Kodex 5 Elements                       | „Czarno na białym” (gościnnie: Pih, WSRH) | [ 134 ] |
| 2014 | RH- – Karty SIM                                     | „Choroba psychiczna” (gościnnie: Pih, Siwers) | [ 135 ] |
| 2014 | Ostry – Cztery wiosny                               | „Łatwiej” (gościnnie: Pih, Juras, Karol Chachurski) | [ 136 ] |
| 2014 | Chada – Syn Bogdana                                 | „Nie chcę być taki jak oni” (gościnnie: Zeus, Paluch, Pih, Rover) „Nie chcę być taki jak oni (Bob Air Remix)” (gościnnie: Zeus, Paluch, Pih, Rover)                                                                                        | [ 137 ] |
| 2014 | Bonson/Matek – O nas się nie martw                  | „Brudna krew” (gościnnie: Pih, Enoiks, Troom) | [ 138 ] |
| 2014 | Bosski Roman – TheRapYa szokowa dozwolona od lat 18 | „Druga połowa” (gościnnie: Peja, Pih, Tadek) | [ 139 ] |
| 2014 | Rozbójnik Alibaba, Jan Borysewicz – Bal maturalny   | „Młodość” (gościnnie: Pih, Paweł Kukiz) | [ 140 ] |
| 2014 | Lukasyno – B.A.R.D.                                 | „Znamię Kaina” (gościnnie: Pih) | [ 141 ] |
| 2016 | Tadek – Ostatni Rozkaz                              | „Zbrodnie UPA” (gościnnie: Pih) | [ 142 ] |
| 2016 | Bosski Roman – Bang & Classic                       | „Viva Polonia” (gościnnie: Juras, Pih) „Kraina Idealna” (gościnnie: Pih, Marcin Knutelski) | [ 143 ] |
| 2017 | Mei - The Godmother                                 | "The Godmother" (gościnnie: Pih, Verte, Gabriel Piscopo) |         |

## Teledyski

### Solowe
| Rok  | Tytuł                                                                        | Reżyseria                        | Album                                         | Źródło  |
| ---- | ---------------------------------------------------------------------------- | -------------------------------- | --------------------------------------------- | ------- |
| 2002 | „Nie ma miejsca jak dom”                                                     | –                                | Boisz się alarmów... (Peiha solo album cz. I) | [ 145 ] |
| 2003 | „Nie zasypiaj”                                                               | Cezary Ciszewski                 | Boisz się alarmów... (Peiha solo album cz. I) | [ 145 ] |
| 2003 | „Zobacz na podwórko” (oraz Chada)                                            | –                                | O nas dla was                                 | [ 146 ] |
| 2005 | „Nigdy już nie wróci” (gościnnie: Siloe)                                     | –                                | Krew, pot i łzy                               | [ 147 ] |
| 2005 | „Cokolwiek” (gościnnie: Dwie Asie)                                           | –                                | Krew, pot i łzy                               | [ 148 ] |
| 2008 | „Semper fidelis (Nadal)”                                                     | Edward „Ede” Grygianiec          | Kwiaty zła                                    | [ 149 ] |
| 2008 | „Im mniej wiesz, tym lepiej śpisz” (gościnnie: Chada, Lukasyno)              | Edward „Ede” Grygianiec          | Kwiaty zła                                    | [ 150 ] |
| 2009 | „Nigdy jak niewolnik, zawsze jak król / Veni Vidi Vici (To dla moich ludzi)” | Edward „Ede” Grygianiec          | Kwiaty zła                                    | [ 151 ] |
| 2009 | „Dobry wieczór Polska” (gościnnie: Miodu)                                    | Filip Tymczyszyn                 | Kwiaty zła                                    | [ 152 ] |
| 2009 | „W górze szkła (wódka) 90s Dna Remix”                                        | GarageSix                        | Kwiaty zła                                    | [ 153 ] |
| 2009 | „Zasznurowane usta, zaciśnięta pięść”                                        | Edward „Ede” Grygianiec          | Dowód rzeczowy nr 1                           | [ 154 ] |
| 2010 | „Brutalna leksyka”                                                           | KoralFilm                        | Dowód rzeczowy nr 1                           | [ 155 ] |
| 2010 | „Gloria Victis”                                                              | SSG – SmokeStoryGroup            | Dowód rzeczowy nr 1                           | [ 156 ] |
| 2010 | „Puszka Pandory” (gościnnie: Chada)                                          | TOCZY Videos                     | Dowód rzeczowy nr 1                           | [ 157 ] |
| 2010 | „Śniadanie mistrzów” (gościnnie: Pezet, Peja)                                | Rmvision Productions             | Dowód rzeczowy nr 1                           | [ 158 ] |
| 2010 | „Szatańskie wersety” (gościnnie: Słoń, Kaczor, Shellerini)                   | Wendland Films                   | Dowód rzeczowy nr 1                           | [ 159 ] |
| 2011 | „Dokument”                                                                   | delaflow.com                     | Dowód rzeczowy nr 1                           | [ 160 ] |
| 2011 | „Nic ponad nasze siły” (oraz Chada)                                          | SSG – SmokeStoryGroup            | O nas dla was (reedycja)                      | [ 161 ] |
| 2011 | „MC (Majk czeka)”                                                            | –                                | Dowód rzeczowy nr 2                           | [ 162 ] |
| 2011 | „To coś więcej niż rap”                                                      | Dirt Video                       | Dowód rzeczowy nr 2                           | [ 163 ] |
| 2011 | „Każdy chłopaczyna z bloków”                                                 | R5 Films                         | Dowód rzeczowy nr 2                           | [ 164 ] |
| 2011 | „Biegnij, nie oglądaj się”                                                   | TOCZY Videos                     | Dowód rzeczowy nr 2                           | [ 165 ] |
| 2012 | „Seks w wielkim mieście”                                                     | Dirt Video                       | Dowód rzeczowy nr 2                           | [ 166 ] |
| 2012 | „Radio Killa (66.6 FM)” (gościnnie: Słoń, Ero, Dono)                         | Evil Eye Studio                  | Dowód rzeczowy nr 2                           | [ 167 ] |
| 2012 | „Tak mało czasu”                                                             | TOCZY Videos                     | Dowód rzeczowy nr 3                           | [ 168 ] |
| 2013 | „Zwykły człowiek”                                                            | Exformers                        | Dowód rzeczowy nr 3                           | [ 169 ] |
| 2013 | „Schodowa klatka” (gościnnie: DJ Perc)                                       | Edward „Ede” Grygianiec, Pih     | Dowód rzeczowy nr 3                           | [ 170 ] |
| 2013 | „Serce nie mięknie”                                                          | BieniekFILM Productions          | Dowód rzeczowy nr 3                           | [ 171 ] |
| 2013 | „Ta noc” (gościnnie: Siloe)                                                  | Dirt Video                       | Dowód rzeczowy nr 3                           | [ 172 ] |
| 2013 | „Pod wodą krzyk”                                                             | Piotr Smoleński, Michał Jagiełło | Dowód rzeczowy nr 3                           | [ 173 ] |
| 2013 | „Imadło”                                                                     | EvilEye Studio                   | Dowód rzeczowy nr 3                           | [ 174 ] |
| 2013 | „TNT”                                                                        | Dirt Video                       | Dowód rzeczowy nr 3                           | [ 175 ] |
| 2014 | „Śmierć i podatki”                                                           | Edward „Ede” Grygianiec          | Zgubione & znalezione (dowód rzeczowy 2.5)    | [ 176 ] |
| 2014 | „Alfabetyczny morderca”                                                      | Insane Film                      | Kino nocne                                    | [ 177 ] |
| 2014 | „Kino nocne”                                                                 | 9 Liter Filmy                    | Kino nocne                                    | [ 178 ] |
| 2014 | „Sanktuarium”                                                                | Insane Film                      | Kino nocne                                    | [ 179 ] |
| 2014 | „Jest impreza” (gościnnie: Sobota, Ero, Fu)                                  | Insane Film                      | Kino nocne                                    | [ 180 ] |
| 2014 | „Przeszłość niemile widziana” (gościnnie: Joka, Buka)                        | Evil Eye Studio                  | Kino nocne                                    | [ 181 ] |

### Gościnnie
| Rok  | Tytuł                                                                                           | Reżyseria                | Album                      | Źródło  |
| ---- | ----------------------------------------------------------------------------------------------- | ------------------------ | -------------------------- | ------- |
| 2004 | Majestat – „Nie jestem tu po to” (gościnnie: Pih, Ten Typ Mes)                                  | –                        | –                          | [ 182 ] |
| 2007 | Borixon – „Czas leci” (gościnnie: Pih)                                                          | –                        | Zacieram ręce dzieciak     | [ 183 ] |
| 2008 | Fabuła – „Proforma” (gościnnie: Pih, Pyskaty)                                                   | Edward „Ede” Grygianiec  | Dzieło sztuki              | [ 184 ] |
| 2008 | Peny – „Lepiej zasnąć” (gościnnie: Pih, Miodu, Filia)                                           | –                        | Noc mówi mi                | [ 185 ] |
| 2008 | Emo – „N.P.B.K.K.N.J.” (gościnnie: Pih, Borixon)                                                | Grupa Impact             | Z perspektywy czasu...     | [ 186 ] |
| 2009 | Zawodnik – „Kokaina” (gościnnie: Rak, Pih)                                                      | –                        | Pierwszy sort              | [ 187 ] |
| 2009 | Tylko i Wyłącznie – „Lokalna aura” (gościnnie: Pih)                                             | Tomczak, Beren (Rebelia) | W dobrym wydaniu           | [ 188 ] |
| 2009 | Fabuła – „Życzenie śmierci” (gościnnie: Pih, Ero, Mes, Miodu)                                   | Piotr Ograbek            | Dzieło sztuki              | [ 189 ] |
| 2009 | Yez Yez Yo – „Trendowaty” (gościnnie: Pih)                                                      | GarageSix                | Trzecia część              | [ 190 ] |
| 2010 | Miuosh – „Pogrzeb” (gościnnie: Pih)                                                             | Przedmarańcza            | Pogrzeb                    | [ 191 ] |
| 2011 | Chada – „Niesiemy prawdę” (gościnnie: Hukos, Sitek, Pezet, Pih, donGURALesko, Jarecki)          | Dirt Video               | WGW                        | [ 192 ] |
| 2011 | Dono/TeWu – „Udowodnij, że potrafisz” (gościnnie: Peja, Pih, Ten Typ Mes)                       | Przedmarańcza            | Daj mi wiarę               | [ 193 ] |
| 2011 | Kajman – „Chciałbym kiedyś” (gościnnie: Pih, Ola Zachariasz)                                    | Digital Flow             | K2                         | [ 194 ] |
| 2012 | Franek – „Bezcen” (gościnnie: Anka Iwanek, Pih, Wojtas)                                         | –                        | Dalej                      | [ 195 ] |
| 2012 | WSRH – „Nie przyszliśmy tu by przegrać” (gościnnie: Pih, Chada)                                 | Dwaem Media Group        | Szkoła wyrzutków           | [ 196 ] |
| 2012 | WTM, CBR – „Jestem winny” (gościnnie: Pih)                                                      | SSG – SmokeStoryGroup    | Zgodnie z planem           | [ 197 ] |
| 2012 | Donatan – „Budź się” (gościnnie: DonGURALesko, Pezet, Pih)                                      | Piotr Smoleński          | Równonoc. Słowiańska dusza | [ 198 ] |
| 2012 | Triple West – „Kiedy nadjeżdża elita” (gościnnie: Pih)                                          | –                        | –                          | [ 199 ] |
| 2013 | Blask Ulic – „Tata nie był zły” (gościnnie: Pih)                                                | Exformers                | Blask ulic                 | [ 200 ] |
| 2014 | WhiteHouse – „Czarno na białym” (gościnnie: WSRH, Pih)                                          | 4zero4                   | Kodex 5 Elements           | [ 201 ] |
| 2014 | Rozbójnik Alibaba i Jan Borysewicz – „Młodość” (gościnnie: Pih i Paweł Kukiz)                   | 9Liter Filmy             | Bal maturalny              | [ 202 ] |
| 2014 | Lukasyno – „Znamię Kaina” (gościnnie: Pih)                                                      | Ex Oriente Lux           | B.A.R.D.                   | [ 203 ] |
| 2015 | Bosski Roman – "Kraina Idealna" (oraz Pih, gościnnie Marcin Knutelski) (jako: Drużyna Mistrzów) | Gwaranto Studio          | Bang & Classic             | [ 204 ] |
| 2016 | Bosski Roman – „Viva Polonia” (gościnnie: Juras, Pih)                                           | Tom Niemiec              | Bang & Classic             | [ 205 ] |
| 2017 | Mei - "The Godmother" (gościnnie: Pih, Verte, Gabriel Piscopo)                                  | Loop Studios             | The Godmother              | [ 144 ] |

### Inne
| Rok  | Wykonawcy oraz Tytuł                                   | Reżyseria             | Album                                      | Źródło  |
| ---- | ------------------------------------------------------ | --------------------- | ------------------------------------------ | ------- |
| 2012 | Pih – „Aż poleje się krew”                             | BeeMedia Studio       | Drużyna Mistrzów                           | [ 206 ] |
| 2012 | Żółf, Pih – „Powrót”                                   | Shoothis              | –                                          | [ 207 ] |
| 2014 | Chada, Pih – „Po tej samej stronie”                    | Dirt Video            | Step Records: rap najlepszej marki         | [ 208 ] |
| 2014 | Pih, L PRO – „Rostbef”                                 | M.L. Filmz            | Step Records: rap najlepszej marki         | [ 209 ] |
| 2014 | Onar, Pih, Kajman – „Na scenie”                        | Radosław Pawełczak    | –                                          | [ 210 ] |
| 2014 | Pih, Bosski, Młody Bosski, Tadek – „Wirus lenistwa”    | SSG – SmokeStoryGroup | Drużyna Mistrzów 2: sport, muzyka, pasja   | [ 211 ] |
| 2014 | Ero, Vienio, PMM, Małach/Rufuz, Pih, Kafar – „HHRPE 2" | –                     | –                                          | [ 212 ] |
| 2015 | Bosski Roman, Pih – „Bez hamulców”                     | 9Liter Filmy          | Drużyna Mistrzów 3                         | [ 213 ] |
| 2016 | Bosski Roman, Pih – „Sportowa Dama”                    | Gwaranto Studio       | Drużyna Mistrzów 4: Moc Motywacji          | [ 214 ] |
| 2017 | Bosski Roman, Pih – „Sportowa Dama (remix)”            | Gwaranto Studio       | Drużyna Mistrzów 4: Moc Motywacji [Deluxe] | [ 215 ] |